# Ministre de la Santé (Irlande)
Pour l’article homonyme, voir Ministère de la Santé.
Le ministre de la Santé (anglais : Minister for Health, anglais : An tAire Sláinte) est le ministre chargé de la santé au sein du gouvernement de l'Irlande.

## Équipe
En 2025, le ministre de la Santé est Jennifer Carroll MacNeill, assistée de :
- Mary Butler, secrétaire d'État à la Santé mentale ;
- Jennifer Murnane O'Connor, secrétaire d'État à la Santé publique, au Bien-être et aux Médicaments ;
- Kieran O'Donnell, secrétaire d'État aux Personnes âgées.

## Liste des ministres
- Évoque des ministres par intérim.

| Ministre de l'Administration locale et de la Santé publique (1924–1947) |                              |                   |                   |       |                                           |
| N°                                                                      | Nom                          | Dates du Mandat   | Dates du Mandat   | Parti | Parti                                     |
|                                                                         | Séamus Burke                 | 2 juin 1924       | 23 juin 1927      |       | Cumann na nGaedheal                       |
| 4.                                                                      | Richard Mulcahy              | 23 juin 1927      | 9 mars 1932       |       | Cumann na nGaedheal                       |
| 5.                                                                      | Seán T. O'Kelly              | 9 mars 1932       | 8 septembre 1939  |       | Fianna Fáil                               |
| 6.                                                                      | P. J. Ruttledge              | 8 septembre 1939  | 14 aout 1941      |       | Fianna Fáil                               |
| 7.                                                                      | Éamon de Valera par intérim  | 15 aout 1941      | 18 aout 1941      |       | Fianna Fáil                               |
| 8.                                                                      | Seán MacEntee                | 18 aout 1941      | 22 janvier 1947   |       | Fianna Fáil                               |
| Ministre de la Santé (1947–1997)                                        |                              |                   |                   |       |                                           |
| N°                                                                      | Nom                          | Dates du mandat   | Dates du mandat   | Parti | Parti                                     |
| 1.                                                                      | James Ryan (1er mandat)      | 22 janvier 1947   | 18 février 1948   |       | Fianna Fáil                               |
| 2.                                                                      | Noël Browne                  | 18 février 1948   | 11 avril 1951     |       | Clann na Poblachta                        |
| 3.                                                                      | John A. Costello par intérim | 12 avril 1951     | 13 juin 1951      |       | Fine Gael                                 |
|                                                                         | *James Ryan (2e mandat)      | 13 juin 1951      | 2 juin 1954       |       | Fianna Fáil                               |
| 4.                                                                      | Tom O'Higgins                | 2 juin 1954       | 20 mars 1957      |       | Fine Gael                                 |
| 5.                                                                      | *Seán MacEntee               | 20 mars 1957      | 21 avril 1965     |       | Fianna Fáil                               |
| 6.                                                                      | Donogh O'Malley              | 21 avril 1965     | 13 juillet 1966   |       | Fianna Fáil                               |
| 7.                                                                      | Seán Flanagan                | 13 juillet 1966   | 2 juillet 1969    |       | Fianna Fáil                               |
| 8.                                                                      | Erskine H. Childers          | 2 juillet 1969    | 14 mars 1973      |       | Fianna Fáil                               |
| 9.                                                                      | *Brendan Corish              | 14 mars 1973      | 5 juillet 1977    |       | Labour Party                              |
| 10.                                                                     | *Charles Haughey             | 5 juillet 1977    | 11 décembre 1979  |       | Fianna Fáil                               |
| 11.                                                                     | *Michael Woods (1er mandat)  | 12 décembre 1979  | 30 juin 1981      |       | Fianna Fáil                               |
| 12.                                                                     | *Eileen Desmond              | 30 juin 1981      | 9 mars 1982       |       | Labour Party                              |
|                                                                         | *Michael Woods (2e mandat)   | 9 mars 1982       | 14 décembre 1982  |       | Fianna Fáil                               |
| 13.                                                                     | *Barry Desmond               | 14 décembre 1982  | 20 janvier 1987   |       | Labour Party                              |
| 14.                                                                     | John Boland                  | 20 janvier 1987   | 10 mars 1987      |       | Fine Gael                                 |
| 15.                                                                     | Rory O'Hanlon                | 10 mars 1987      | 14 novembre 1991  |       | Fianna Fáil                               |
| 16.                                                                     | Mary O'Rourke                | 14 novembre 1991  | 11 février 1992   |       | Fianna Fáil                               |
| 17.                                                                     | John O'Connell               | 11 février 1992   | 12 janvier 1993   |       | Fianna Fáil                               |
| 18.                                                                     | Brendan Howlin               | 12 janvier 1993   | 17 novembre 1994  |       | Labour Party                              |
|                                                                         | *Michael Woods (3rd time)    | 17 novembre 1994  | 15 décembre 1994  |       | Fianna Fáil                               |
| 19.                                                                     | Michael Noonan               | 15 décembre 1994  | 26 juin 1997      |       | Fine Gael                                 |
| 20.                                                                     | Brian Cowen                  | 26 juin 1997      | 12 juillet 1997   |       | Fianna Fáil                               |
| Ministre de la Santé et de l'Enfance (1997-2011)                        |                              |                   |                   |       |                                           |
| N°                                                                      | Nom                          | Dates du mandat   | Dates du mandat   | Parti | Parti                                     |
|                                                                         | Brian Cowen                  | 12 juillet 1997   | 27 janvier 2000   |       | Fianna Fáil                               |
| 21.                                                                     | Micheál Martin               | 27 janvier 2000   | 29 septembre 2004 |       | Fianna Fáil                               |
| 22.                                                                     | Mary Harney                  | 29 septembre 2004 | 19 janvier 2011   |       | Démocrates progressistes / Sans étiquette |
| 23.                                                                     | Mary Coughlan                | 20 janvier 2011   | 9 mars 2011       |       | Fianna Fáil                               |
| Ministre de la Santé (depuis 2011)                                      |                              |                   |                   |       |                                           |
| N°                                                                      | Nom                          | Dates du mandat   | Dates du mandat   | Parti | Parti                                     |
| 24.                                                                     | James Reilly                 | 9 mars 2011       | 11 juillet 2014   |       | Fine Gael                                 |
| 25.                                                                     | Leo Varadkar                 | 11 juillet 2014   | 6 mai 2016        |       | Fine Gael                                 |
| 26.                                                                     | Simon Harris                 | 6 mai 2016        | 27 juin 2020      |       | Fine Gael                                 |
| 27.                                                                     | Stephen Donnelly             | 27 juin 2020      | 23 janvier 2025   |       | Fianna Fáil                               |
| 28.                                                                     | Jennifer Carroll MacNeill    | 23 janvier 2025   | en cours          |       | Fine Gael                                 |